# Gabriel de Grupello
Gabriel de Grupello, né le 22 mai 1644 à Grammont et mort à Kerkrade le 20 juin 1730, est un sculpteur des Pays-Bas du Sud (l'actuelle Belgique) de la fin du XVIIe et du début du XVIIIe siècle.

## Biographie
Gabriel de Grupello est né à Grammont, rue des Pénitents (Penitentenstraat), dans l'actuelle province de Flandre-Orientale, d'un père italien, Bernardo Grupello (ou Gripello), originaire de Milan, capitaine de cavalerie au service de Sa Majesté aux Pays-Bas, qui le laissa rapidement orphelin et d'une mère flamande, Cornelia de Linck-Van der Straeten originaire de Grammont.

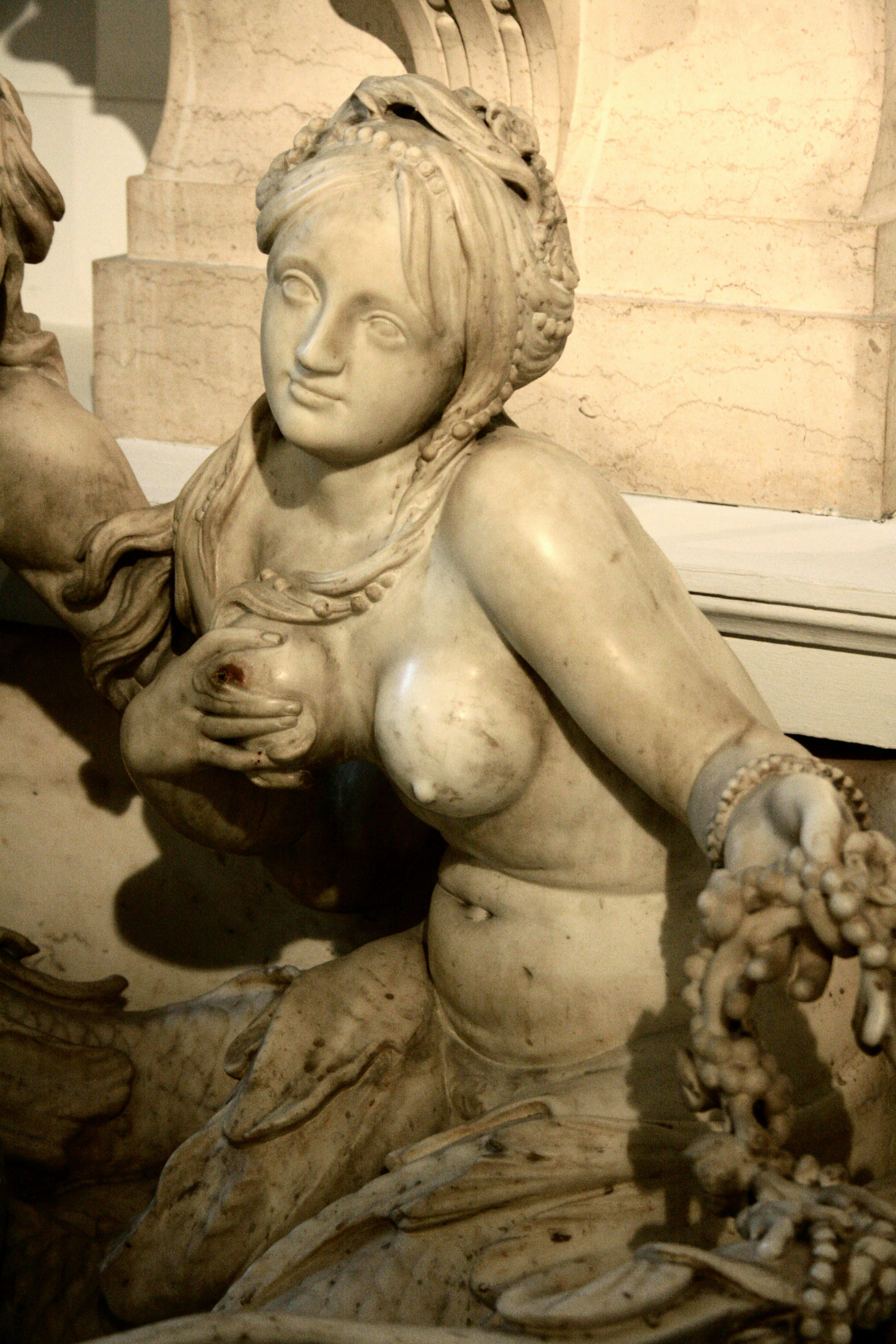
Détail de la fontaine murale avec dieux marins, marbre, commandée en 1675 par le Métier des poissonniers d'eau douce, Bruxelles, Musées royaux des Beaux-Arts de Belgique.

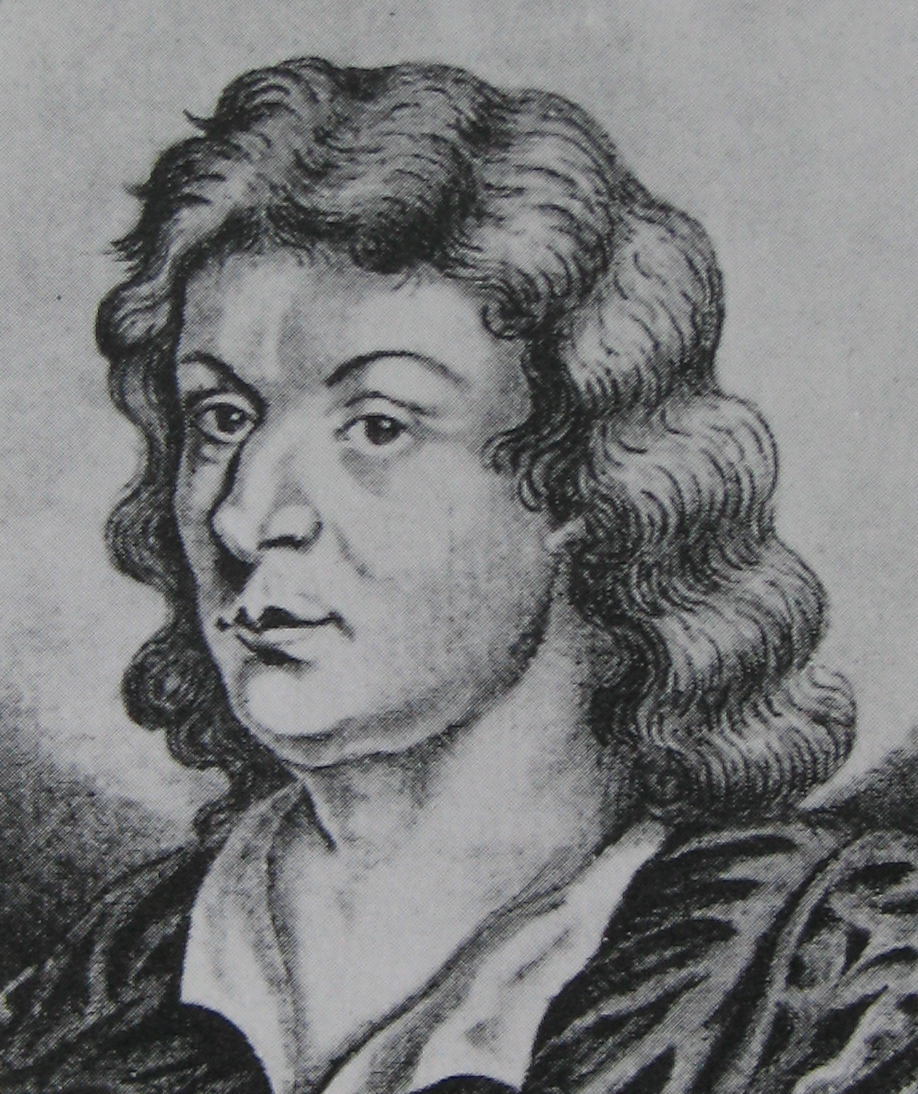
Gabriel de Grupello, sculpteur. Interprétation romantique de 1849 à la ressemblance non fiable, tiré du livre de Philippe Baert, Eloges de plusieurs sculpteurs et architectes des Pays Bas, 1849.

Orphelin d'un père qui avait dépensé ses biens au service de Sa Majesté, ce fut un oncle maternel Jean vander Straeten, chanoine au chapitre d'Anderlecht qui prit soin de son éducation et le fit étudier à grands frais l'art de la sculpture tant à Anvers chez Artus Quellin durant cinq ans, qu'à La Haye chez Laxen (?) durant deux ans ainsi qu'en France et chez Jean Voorspoel, maître des Quatre-Couronnés à Bruxelles.
Son séjour à Paris de 1668 à 1670, où il eut bien certainement des contacts féconds avec l'importante colonie d'artistes flamands - peintres, sculpteurs, graveurs, tapissiers, orfèvres, etc.- qui y était active, lui permit de perfectionner la technique de la cire perdue et du coulage du bronze.
Le style de Gabriel de Grupello forme la transition entre le baroque flamand sévère et le néo-baroque plus élégant d'influence française.
Il a longtemps résidé à Bruxelles, qui le reçu gratuitement portre c'est-à-dire citoyen ou bourgeois, le 22 juin 1674, lui ayant fait faire en contrepartie un morceau de sculpture à offrir à la ville. Il put ainsi être reçu la même année comme maître au sein de la corporation des Quatre Couronnés, condition indispensable pour pouvoir exercer son art à Bruxelles.
Il y travailla ensuite pour les corporations. La fontaine de marbre pour la salle de banquet de la corporation des poissonniers d'eau douce (soutvischvercoopers ambacht) conservée aux Musées royaux des beaux-arts de Belgique témoigne de cette activité. Il travailla sans doute aussi pour la nouvelle Grand-Place (après son retour de Düsseldorf où il fut appelé le 5 mai 1695 par le comte palatin Johann-Wilhelm pour devenir son premier sculpteur ce qui le fit échapper au bombardement de juin), pour les églises bruxelloises (Statue de la Foi au Sablon) et certainement pour des amateurs privés comme les Tour et Taxis, pour lesquels il exécuta en 1670 les statues Diane et Narcisse en marbre blanc, destinées à orner le jardin de l'hôtel Tour et Taxis au Sablon. Ces statues furent achetées en 1780 par le gouvernement pour orner le Parc de Bruxelles. Mises en pièces lors des combats de 1830 elles furent remplacées en 1876 et 1899 par des copies qui s'y trouvent toujours. L'actuelle Diane (1875-1876) est d'Égide Mélot  et le Narcisse (1895-1899) d'Albert Desenfans. (Les originaux ont pu être reconstitués par Pierre Puyenbroeck en 1831 et sont conservés actuellement aux Musées royaux). Les bozzetti en terre cuite de ces deux statues sont conservées également aux Musées royaux des beaux-arts.